# (1173) Anquises
(1173) Anquises es un asteroide que forma parte de los asteroides troyanos de Júpiter y fue descubierto el 17 de octubre de 1930 por Karl Wilhelm Reinmuth desde el observatorio de Heidelberg-Königstuhl, Alemania.

## Designación y nombre
Anquises recibió inicialmente la designación de 1930 UB.
Más adelante se nombró por Anquises, un personaje de la mitología griega.

## Características orbitales
Anquises orbita a una distancia media de 5,302 ua del Sol, pudiendo alejarse hasta 6,029 ua y acercarse hasta 4,575 ua. Tiene una excentricidad de 0,1371 y una inclinación orbital de 6,915°. Emplea en completar una órbita alrededor del Sol 4459 días.